# Susan Rubin Suleiman
Susan Rubin Suleiman (Budapest, 1939. július 18. –) magyar-amerikai irodalomtudós, a C. Douglas Dillon, Franciaország civilizációjának emeritus professzora és a Harvard Egyetem összehasonlító irodalomtudomány professzora.

## Életrajza
Budapesten született, és családjával 1949-ben vándorolt ki az Egyesült Államokba. A Barnard College-ban szerzett diplomát és a Harvard Egyetemen doktorált. A Columbia Egyetemen és az Occidental College-ban tanított, majd 1981-ben a Harvard Egyetem tanszékére került, ahol 2015-ös nyugdíjba vonulásáig volt professzor. A Harvard irodalomtudományi és összehasonlító irodalomtudományi tanszékének elnöke volt. Tudományos munkásságának középpontjában a kortárs francia irodalom és kultúra állt, beleértve Irène Némirovsky írónő életét és műveit.
Suleiman 1987-ben Guggenheim-ösztöndíjat kapott. A francia kormány 1992-ben az Ordre des Palmes académiques tisztjévé avatta. 2019-ben Becsületrenddel tüntették ki.

## Magyarul megjelent
- A történelem lánya: Budapesttől Amerikáig (Daughter of history) – Pesti Kalligram, Budapest, 2024 · ISBN 9789634685227 · fordította: Szűcs Anna Emília

## Fordítás
- Ez a szócikk részben vagy egészben  a   Susan Rubin Suleiman című angol Wikipédia-szócikk fordításán alapul.  Az eredeti cikk szerkesztőit annak laptörténete sorolja fel. Ez a jelzés csupán a megfogalmazás eredetét és a szerzői jogokat jelzi, nem szolgál a cikkben szereplő információk forrásmegjelöléseként.